# Retablo de la Virgen de Belén (Catedral de Orense)
El retablo de la Virgen de Belén es una obra escultórica religiosa ubicada en el Pórtico del Paraíso, en la Catedral de Orense, en Galicia (España).

## Descripción
El retablo, elaborado hacia 1700 a modo de hornacina, consta de un marco barroco del siglo XVIII atribuido al taller de Francisco de Castro Canseco. Uno de los elementos más destacados de la estructura es la predela, la cual representa el Descanso en la Huida a Egipto, evocando al mismo tiempo la ciudad de Orense. La escena muestra en relieve a la Virgen María sentada dando el pecho al Niño Jesús mientras San José apareja la cabalgadura, sosteniendo un ángel entre sus manos una cartela con el lema FUGI EGIGTO. A nivel compositivo, el relieve se encuentra equilibrado; la limpieza efectuada durante las labores de restauración ha llevado a que se pueda apreciar la riqueza de la policromía. Por su parte, la talla que da nombre al retablo presenta una imagen sedente de la Virgen María sosteniendo al Niño Jesús con el brazo izquierdo. La escultura, realizada en piedra en el segundo tercio del siglo XIII, fue descrita por el profesor Serafín Moralejo Álvarez en los siguientes términos:

Esta imagen conocida como de Belén y situada en un altar del mismo pórtico del Paraíso, nos lleva ya al mundo totalmente exótico del arte antiquizante de Reims, en una versión evidentemente provincial, pero de un provincialismo francés, pues carece de todo paralelo o precedente en una España que se mantuvo ajena a la indicada corriente rémoise.

A nivel devocional, la talla de la Virgen de Belén ha gozado de gran protagonismo en la catedral ya que tradicionalmente los estudiantes acudían a ella para pedir éxito en sus estudios, destacando también en décadas anteriores el hecho de depositar papeles con peticiones en el altar.

## Galería de imágenes

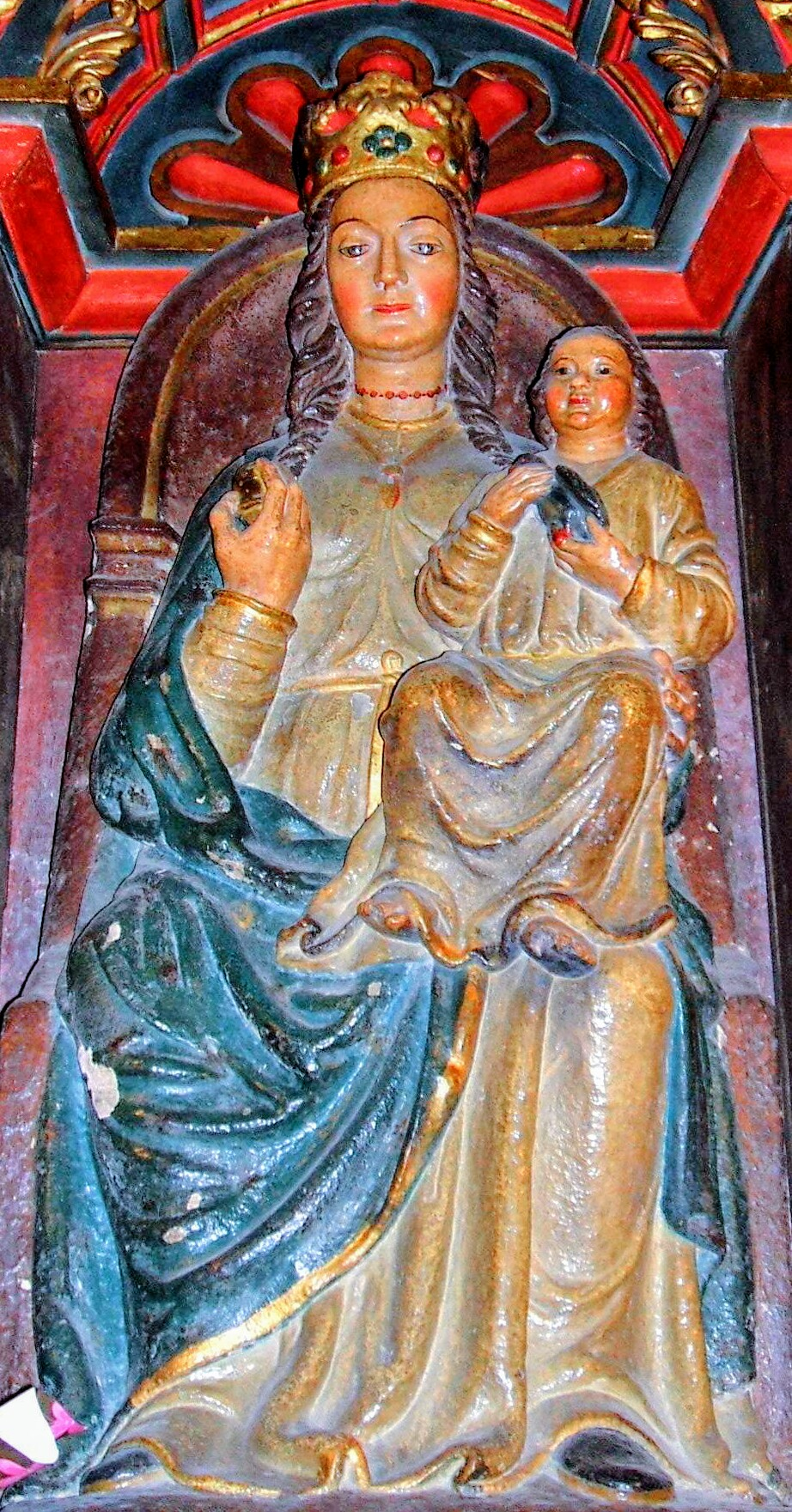
Talla de la Virgen de Belén
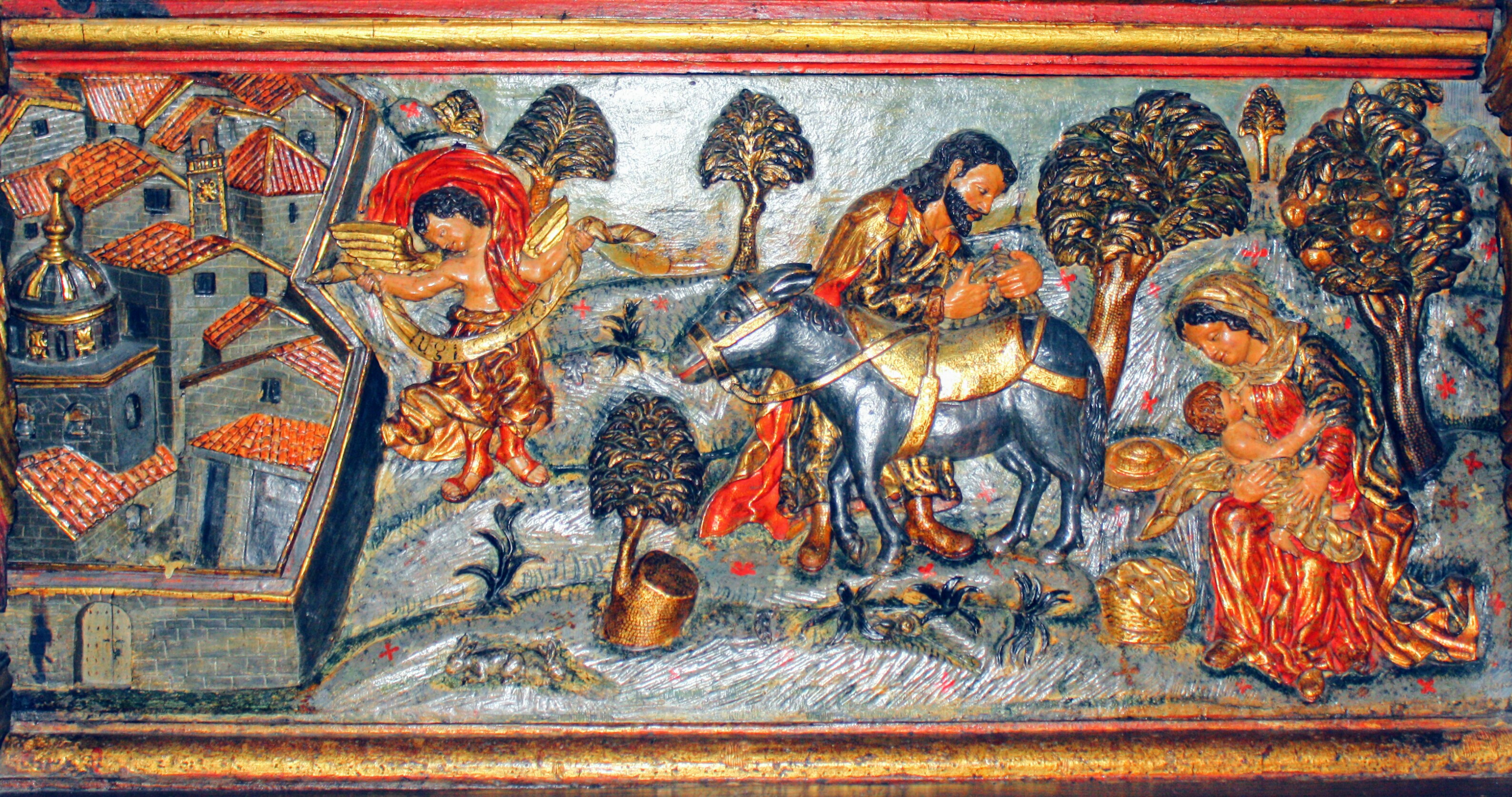
Predela